# Чобан Мустафа-паша
Чобан Мустафа-паша (тур. Çoban Mustafa Paşa; нар. 15 століття — пом. квітень 1529) — османський державний діяч. Служив — капічібаші, візиром і бейлербеєм в Османській імперії протягом різних періодів свого життя. Прослуживши деякий час в якості капічібаші («головного воротаря»), Мустафа в 1511 році при Баязиде II був призначений візиром, а в 1522 році — бейлербеєм (губернатором) Египетського еялету (провінції) імперії, прослуживши один рік (1522—1523).
У 1492 році Мустафа-паша наказав побудувати в Скоп'є мечеть, що носить його ім'я. У якийсь момент Мустафа-паша наказав побудувати міст в Свіленграді на півдні Болгарії, і він був названий на його честь мостом Мустафи-паші (зараз він відомий як — Старий міст, Свіленград). Мавзолей Мустафи-паші знаходиться в Гебзі, Туреччина, в комплексі, який він побудував сам і який був завершений в 1522 році.
У 1521—1522 роках Мустафа-паша брав участь в облозі Белграда і Родосу, обидві ці перемоги були вирішальними для Османської імперії при Сулеймані I. Під час облоги Родосу він був Сердаром-І Екрем (звання, що присвоюється візирам у бою). Мустафа-паша помер в 1529 році по дорозі на облогу Відня.

## Дв. також
- Список османських намісників Єгипту